# (750) Oskar
(750) Oskar ist ein Asteroid des Hauptgürtels, der am 28. April 1913 vom österreichischen Astronomen Johann Palisa in Wien entdeckt wurde. 
Der Asteroid ist nach Oskar Ruben von Rothschild, mutmaßlich ein Geldgeber, benannt.